# Al Zab
Al Zab est une ville d'Irak dans la province de Kirkouk.

## Géographie
La ville est située au nord-est de la confluence du petit Zab avec le Tigre à 130 kilomètres au sud-est de Mossoul.

## Histoire
Al Zab est situé juste au nord de l'ancien site d'El Senn, ville du califat abbasside, siège d'un évêché nestorien.